# Eleições legislativas de 2015 em Almada

## Resultados Oficiais
| Partido                 | Partido                        | Votos   | %               | +/-   |
| ----------------------- | ------------------------------ | ------- | --------------- | ----- |
|                         | Partido Socialista             | 31 773  | 35,86 / 100,00  | 7,92  |
|                         | Portugal à Frente              | 21 943  | 24,76 / 100,00  | 15,05 |
|                         | Coligação Democrática Unitária | 14 461  | 16,32 / 100,00  | 0,69  |
|                         | Bloco de Esquerda              | 10 860  | 12,26 / 100,00  | 5,64  |
|                         | Pessoas–Animais–Natureza       | 1 866   | 2,11 / 100,00   | 0,46  |
|                         | PCTP/MRPP                      | 1 094   | 1,23 / 100,00   | 0,17  |
|                         | LIVRE/Tempo de Avançar         | 946     | 1,07 / 100,00   | Novo  |
|                         | Outros                         | 2 861   | 3,24 / 100,00   |       |
| Votos Inválidos         | Votos Inválidos                | 2 802   | 3,16 / 100,00   | 0,74  |
| Total                   | Total                          | 88 606  | 100,00 / 100,00 |       |
| Eleitorado/Participação | Eleitorado/Participação        | 148 954 | 59,49 / 100,00  | 0,56  |
| Fonte                   | Fonte                          | [ 1 ]   | [ 1 ]           | [ 1 ] |

## Resultados por Freguesia
Os resultados seguintes referem-se aos partidos que obtiveram mais de 1,00% dos votos:
| Freguesia                                  | %     | %     | %     | %     | %    | %    | %    | Votantes |
| Freguesia                                  | PS    | PÀF   | CDU   | BE    | PAN  | PCTP | L    | Votantes |
| ------------------------------------------ | ----- | ----- | ----- | ----- | ---- | ---- | ---- | -------- |
| Almada, Cova da Piedade, Pragal e Cacilhas | 37,21 | 23,10 | 17,78 | 12,20 | 1,89 | 1,09 | 1,15 | 28 174   |
| Caparica e Trafaria                        | 37,14 | 20,25 | 19,31 | 11,57 | 2,27 | 1,76 | 1,00 | 11 680   |
| Charneca de Caparica e Sobreda             | 32,43 | 30,63 | 12,83 | 12,53 | 2,48 | 1,11 | 1,09 | 22 923   |
| Costa de Caparica                          | 34,05 | 31,97 | 11,08 | 11,68 | 2,83 | 1,06 | 1,15 | 6 676    |
| Laranjeiro e Feijó                         | 37,82 | 20,44 | 18,35 | 12,64 | 1,98 | 1,33 | 0,93 | 19 153   |
| Almada                                     | 35,86 | 24,76 | 16,32 | 12,26 | 2,11 | 1,23 | 1,07 | 88 606   |

#### Almada, Cova da Piedade, Pragal e Cacilhas
| Partido                 | Partido                        | Votos  | %               |
| ----------------------- | ------------------------------ | ------ | --------------- |
|                         | Partido Socialista             | 10 484 | 37,21 / 100,00  |
|                         | Portugal à Frente              | 6 509  | 23,10 / 100,00  |
|                         | Coligação Democrática Unitária | 5 010  | 17,78 / 100,00  |
|                         | Bloco de Esquerda              | 3 436  | 12,20 / 100,00  |
|                         | Pessoas–Animais–Natureza       | 533    | 1,89 / 100,00   |
|                         | LIVRE/Tempo de Avançar         | 324    | 1,15 / 100,00   |
|                         | PCTP/MRPP                      | 307    | 1,09 / 100,00   |
|                         | Outros                         | 785    | 2,79 / 100,00   |
| Votos Inválidos         | Votos Inválidos                | 786    | 2,79 / 100,00   |
| Total                   | Total                          | 28 174 | 100,00 / 100,00 |
| Eleitorado/Participação | Eleitorado/Participação        | 45 536 | 61,87 / 100,00  |

#### Caparica e Trafaria
| Partido                 | Partido                        | Votos  | %               |
| ----------------------- | ------------------------------ | ------ | --------------- |
|                         | Partido Socialista             | 4 338  | 37,14 / 100,00  |
|                         | Portugal à Frente              | 2 365  | 20,25 / 100,00  |
|                         | Coligação Democrática Unitária | 2 255  | 19,31 / 100,00  |
|                         | Bloco de Esquerda              | 1 351  | 11,57 / 100,00  |
|                         | Pessoas–Animais–Natureza       | 265    | 2,27 / 100,00   |
|                         | PCTP/MRPP                      | 206    | 1,76 / 100,00   |
|                         | LIVRE/Tempo de Avançar         | 117    | 1,00 / 100,00   |
|                         | Outros                         | 410    | 3,52 / 100,00   |
| Votos Inválidos         | Votos Inválidos                | 373    | 3,20 / 100,00   |
| Total                   | Total                          | 11 680 | 100,00 / 100,00 |
| Eleitorado/Participação | Eleitorado/Participação        | 21 776 | 53,64 / 100,00  |

#### Charneca de Caparica e Sobreda
| Partido                 | Partido                         | Votos  | %               |
| ----------------------- | ------------------------------- | ------ | --------------- |
|                         | Partido Socialista              | 7 435  | 32,43 / 100,00  |
|                         | Portugal à Frente               | 7 021  | 30,63 / 100,00  |
|                         | Coligação Democrática Unitária  | 2 942  | 12,83 / 100,00  |
|                         | Bloco de Esquerda               | 2 872  | 12,53 / 100,00  |
|                         | Pessoas–Animais–Natureza        | 499    | 2,18 / 100,00   |
|                         | Partido Democrático Republicano | 261    | 1,14 / 100,00   |
|                         | PCTP/MRPP                       | 255    | 1,11 / 100,00   |
|                         | LIVRE/Tempo de Avançar          | 249    | 1,09 / 100,00   |
|                         | Outros                          | 572    | 2,49 / 100,00   |
| Votos Inválidos         | Votos Inválidos                 | 817    | 3,56 / 100,00   |
| Total                   | Total                           | 22 923 | 100,00 / 100,00 |
| Eleitorado/Participação | Eleitorado/Participação         | 35 969 | 63,73 / 100,00  |

#### Costa da Caparica
| Partido                 | Partido                        | Votos  | %               | +/-   |
| ----------------------- | ------------------------------ | ------ | --------------- | ----- |
|                         | Partido Socialista             | 2 273  | 34,05 / 100,00  | 9,06  |
|                         | Portugal à Frente              | 2 134  | 31,97 / 100,00  | 18,10 |
|                         | Bloco de Esquerda              | 780    | 11,68 / 100,00  | 5,56  |
|                         | Coligação Democrática Unitária | 740    | 11,08 / 100,00  | 0,34  |
|                         | Pessoas–Animais–Natureza       | 189    | 2,83 / 100,00   | 1,18  |
|                         | LIVRE/Tempo de Avançar         | 77     | 1,15 / 100,00   | Novo  |
|                         | PCTP/MRPP                      | 71     | 1,06 / 100,00   | 0,13  |
|                         | Outros                         | 230    | 3,43 / 100,00   |       |
| Votos Inválidos         | Votos Inválidos                | 182    | 2,73 / 100,00   | 0,79  |
| Total                   | Total                          | 6 676  | 100,00 / 100,00 |       |
| Eleitorado/Participação | Eleitorado/Participação        | 11 546 | 57,82 / 100,00  | 0,14  |

#### Laranjeiro e Feijó
| Partido                 | Partido                        | Votos  | %               |
| ----------------------- | ------------------------------ | ------ | --------------- |
|                         | Partido Socialista             | 7 243  | 37,82 / 100,00  |
|                         | Portugal à Frente              | 3 914  | 20,44 / 100,00  |
|                         | Coligação Democrática Unitária | 3 514  | 18,35 / 100,00  |
|                         | Bloco de Esquerda              | 2 421  | 12,64 / 100,00  |
|                         | Pessoas–Animais–Natureza       | 380    | 1,98 / 100,00   |
|                         | PCTP/MRPP                      | 255    | 1,33 / 100,00   |
|                         | Outros                         | 782    | 4,08 / 100,00   |
| Votos Inválidos         | Votos Inválidos                | 644    | 3,36 / 100,00   |
| Total                   | Total                          | 19 153 | 100,00 / 100,00 |
| Eleitorado/Participação | Eleitorado/Participação        | 34 127 | 56,12 / 100,00  |